# Avasjö kapell
Avasjö kapell är ett kapell som tillhör Dorotea-Risbäcks församling i Luleå stift. Kapellet ligger i Borgafjäll i Dorotea kommun.
Kapellet uppfördes 1950 efter ritningar av Ralph Erskine, Sören Wimmerström och Ulf Oelrik. Byggmästare var Sixten Wikbro från Högland.
Byggnaden har en stomme av trä och ytterväggar klädda med stående träpanel. På ytterväggarna finns ett brunt listverk som får kapellet att likna ett korsvirkeshus. Byggnaden täcks av ett brant valmat sadeltak.
Väster om kapellet finns en fristående klockstapel med öppen konstruktion.

## Inventarier
- Dopfunt, belysningsarmatur och antependium är tillverkade efter ritningar av Ralph Erskine.
- Altartavlan med fjällmotiv på korväggen är målad av Kerstin Jansson och tillkom 1977.
- Ett harmonium.